# Джір-Баґ
Джір-Баґ (перс. جيرباغ) — село в Ірані, у дегестані Шірджу-Пошт, у бахші Рудбоне, шагрестані Ляхіджан остану Ґілян. За даними перепису 2006 року, його населення становило 363 особи, що проживали у складі 101 сім'ї.

## Клімат
Середня річна температура становить 14,72 °C, середня максимальна – 28,07 °C, а середня мінімальна – 0,90 °C. Середня річна кількість опадів – 1120 мм.
| Клімат поселення                              | Клімат поселення | Клімат поселення | Клімат поселення | Клімат поселення | Клімат поселення | Клімат поселення | Клімат поселення | Клімат поселення | Клімат поселення | Клімат поселення | Клімат поселення | Клімат поселення | Клімат поселення |
| Показник                                      | Січ.             | Лют.             | Бер.             | Квіт.            | Трав.            | Черв.            | Лип.             | Серп.            | Вер.             | Жовт.            | Лист.            | Груд.            |                  |
| Середній максимум, °C                         | 9,99             | 9,98             | 12,09            | 16,75            | 21,49            | 26,00            | 28,07            | 27,84            | 25,10            | 20,41            | 16,05            | 11,58            |                  |
| Середня температура, °C                       | 5,46             | 5,45             | 7,57             | 12,23            | 16,96            | 21,48            | 24,50            | 24,27            | 21,52            | 16,81            | 12,46            | 8,00             |                  |
| Середній мінімум, °C                          | 0,93             | 0,90             | 3,05             | 7,69             | 12,44            | 16,95            | 20,91            | 20,66            | 17,92            | 13,25            | 8,88             | 4,41             |                  |
| Норма опадів, мм                              | 104              | 87               | 81               | 40               | 41               | 31               | 31               | 60               | 132              | 212              | 172              | 129              |                  |
| Середньомісячна швидкість вітру, м/с          | 2.45             | 2.58             | 2.59             | 2.56             | 2.71             | 2.70             | 2.77             | 2.40             | 2.30             | 2.02             | 2.12             | 2.32             |                  |
| Середньомісячна сонячна радіація, кДж/м²·день | 6988             | 9079             | 11038            | 15523            | 20027            | 22162            | 22653            | 19055            | 15458            | 10884            | 8552             | 6664             |                  |
| --------------------------------------------- | ---------------- | ---------------- | ---------------- | ---------------- | ---------------- | ---------------- | ---------------- | ---------------- | ---------------- | ---------------- | ---------------- | ---------------- | ---------------- |
| Джерело:                                      |                  |                  |                  |                  |                  |                  |                  |                  |                  |                  |                  |                  |                  |